# Wiesenhügel

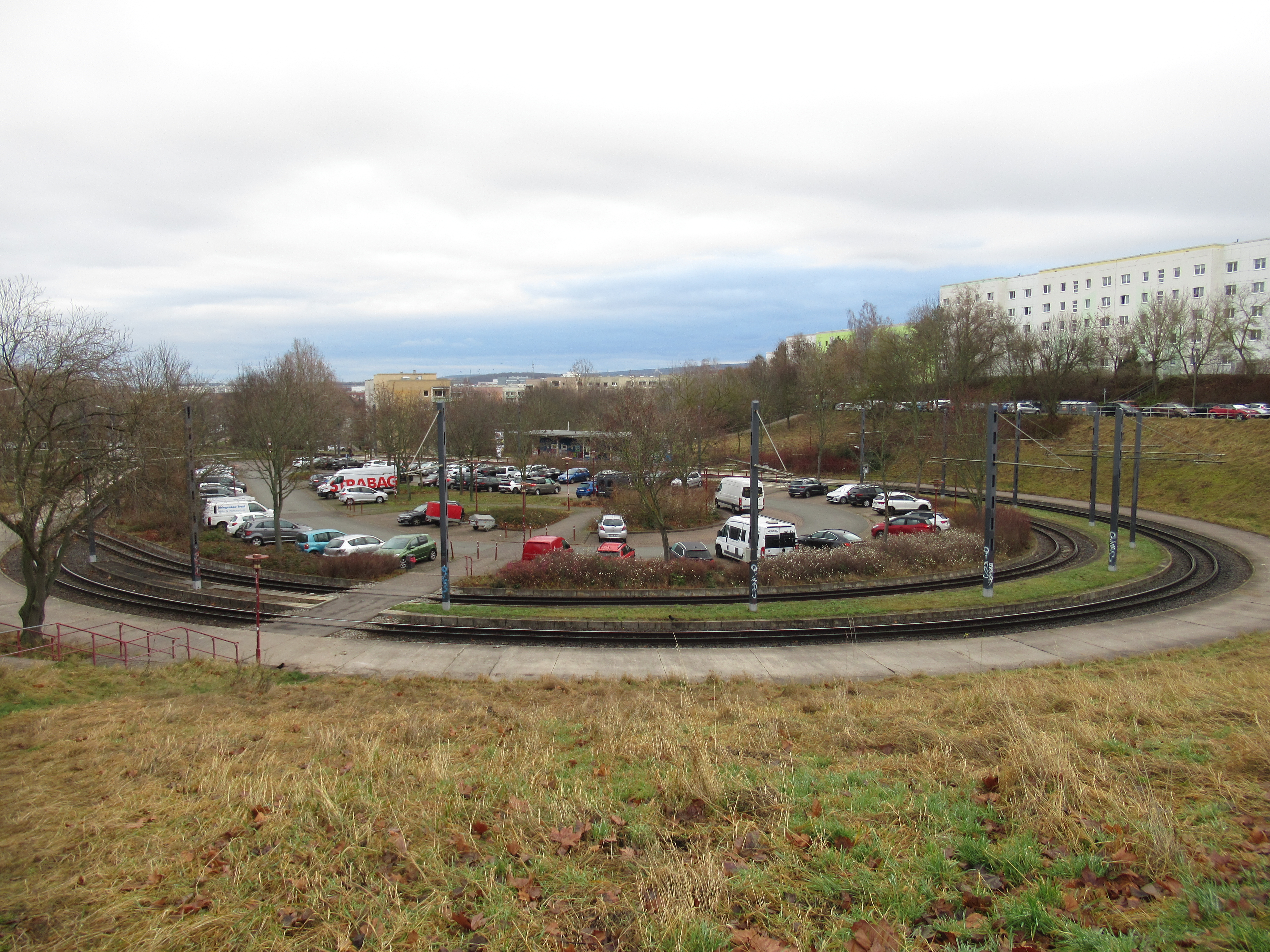
Stadtbahnendhaltestelle Wiesenhügel

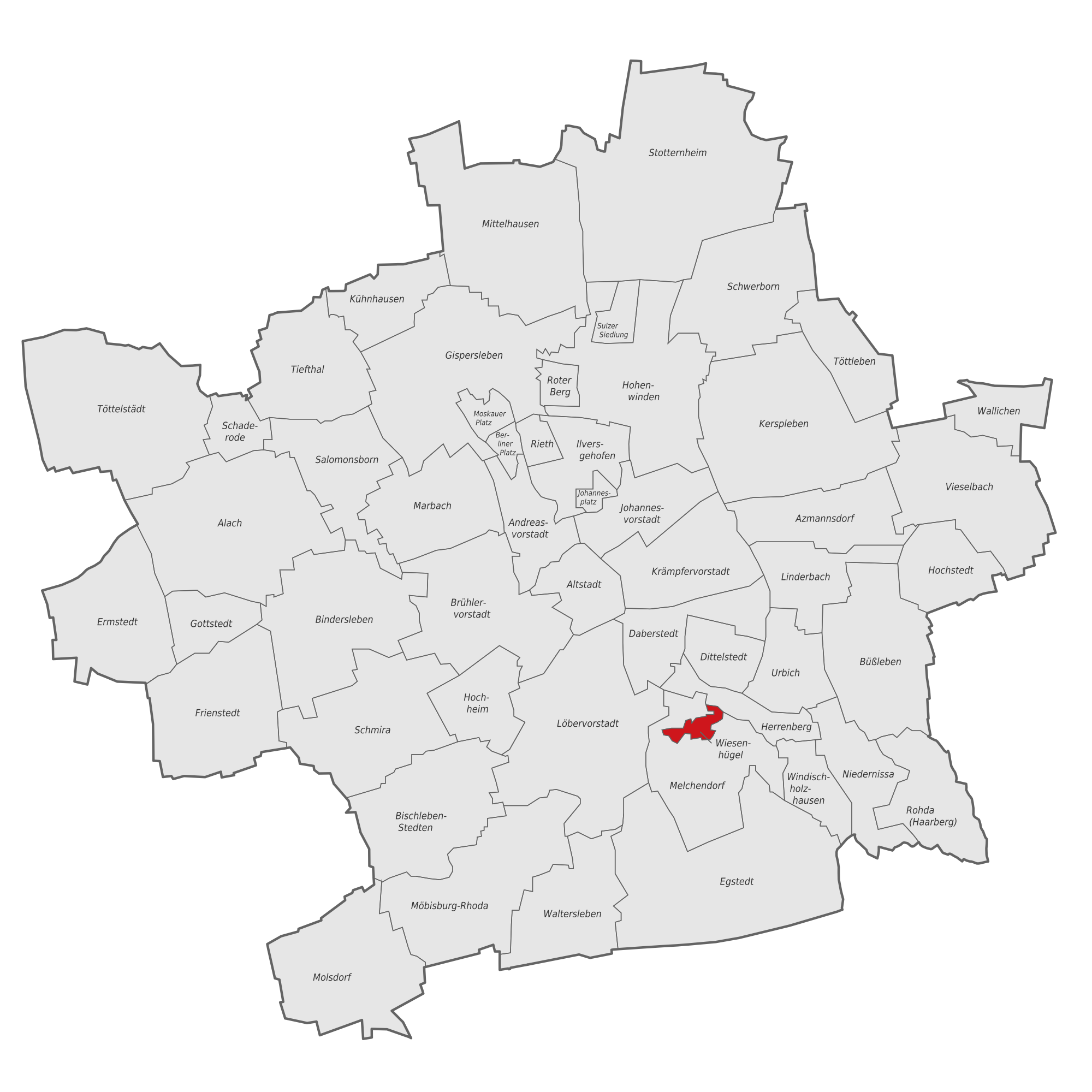
Lage des Wiesenhügels in Erfurt

Der Wiesenhügel ist ein Stadtteil der thüringischen Landeshauptstadt Erfurt. Er ist ein gemischtes Wohngebiet überwiegend bestehend aus sanierten Plattenbauten aus DDR-Zeiten, wenigen Neubauten und einem sehr geringen Anteil an Einfamilienhäusern im Südosten der Stadt und Teil des Wohnkomplexes Erfurt-Südost.

## Geschichte
Der Wiesenhügel wurde aus der Ortsflur von Melchendorf gebildet. Im Norden besteht auch eine kurze Grenze zum Herrenberg. Hauptstraße des Stadtteils ist die Straße Am Wiesenhügel (bis 1991 Rudi-Arnstadt-Straße), deren Querstraßen heute nach Pflanzenarten benannt sind. Bis 1991 hatten die Straßen einschlägige DDR-Bezeichnungen.
Die ersten Neubau-Wohnungen auf dem Wiesenhügel entstanden ab 1984. Damals wurde der Stadtteil für ungefähr 12.000 Einwohner konzipiert. Über die Stadtbahnlinie 2 (früher 4 bzw. 6) besteht eine Anbindung in die Innenstadt.
Mit einer Fläche von nur 0,45 km² gehört der Wiesenhügel zu den kleinsten Stadtteilen Erfurts.

### Straßenname bis 1991 und neu ab 1991
- Hans-Beimler-Straße; Ginsterweg
- Harro-Schulze-Boysen-Straße; Weißdornweg
- Heinrich-Rau-Straße; Klettenweg
- Dr.-Richard-Sorge-Straße; Brombeerweg
- Erhard-König-Straße; Haselnußweg
- Lilo-Herrmann-Straße; Sauerdornweg
- Max-Christiansen-Clausen-Straße; Heckenrosenweg
- Rudi-Arnstadt-Straße; Am Wiesenhügel
- Straße der Aktivisten; Wacholderweg
- Straße der Befreiung; Seidelbastweg
- Straße der Kosmonauten; Holunderweg
- Straße der Waffenbrüderschaft; Hagebuttenweg
- Straße des 7. Oktober; Färberwaidweg
- Straße des Roten Oktober; Mispelweg
- Straße des Sozialismus; Schlehdornweg
- Werner-Eggerath-Straße; Ligusterweg
- Willi-Salden-Straße; Goldregenweg (abgerissen)

### Einwohnerentwicklung
Wie Erfurt insgesamt verlor auch der Wiesenhügel nach der Wiedervereinigung an Einwohnern. Allerdings ist der Wiesenhügel nicht so stark überaltert wie die anderen Viertel mit vergleichbarer Bausubstanz. Aufgrund des nach 2010 in Erfurt entstandenen Wohnungsmangels hat sich seither die Einwohnerzahl am Wiesenhügel wieder leicht erhöht.
Daten der Stadtverwaltung Erfurt, jeweils zum 31. Dezember.
| Jahr | Einwohnerzahl | Entwicklung (1990 = 100 %) | Entwicklung Erfurt (1990 = 100 %) |
| ---- | ------------- | -------------------------- | --------------------------------- |
| 1990 | 9.973         | 100,0                      | 100,0                             |
| 1995 | 9.321         | 93,5                       | 93,4                              |
| 1996 | 8.957         | 89,8                       | 91,9                              |
| 1997 | 8.251         | 82,7                       | 90,6                              |
| 1998 | 7.372         | 73,9                       | 89,3                              |
| 1999 | 6.846         | 68,6                       | 88,0                              |
| 2000 | 6.621         | 66,4                       | 87,6                              |
| 2001 | 6.514         | 65,3                       | 87,4                              |
| 2002 | 6.282         | 63,0                       | 87,2                              |
| 2003 | 6.272         | 62,9                       | 88,0                              |
| 2004 | 6.081         | 61,0                       | 88,4                              |
| 2005 | 5.912         | 59,3                       | 88,5                              |
| 2006 | 5.670         | 56,9                       | 88,4                              |
| 2007 | 5.716         | 57,3                       | 88,5                              |
| 2008 | 5.268         | 52,8                       | 88,5                              |
| 2009 | 5.243         | 52,6                       | 88,8                              |
| 2010 | 5.203         | 52,2                       | 89,2                              |
| 2011 | 5.187         | 52,0                       | 89,8                              |
| 2012 | 5.112         | 51,3                       | 90,4                              |
| 2013 | 5.177         | 51,9                       | 91,1                              |
| 2014 | 5.345         | 53,6                       | 91,7                              |
| 2015 | 5.410         | 54,2                       | 93,3                              |
| 2016 | 5.384         | 54,0                       | 93,9                              |

## Wahlen
| Partei          | Stadtrat 2009 | Landtag 2009 | Bundestag 2013 | Europa 2009 |
| --------------- | ------------- | ------------ | -------------- | ----------- |
| Wahlbeteiligung | 34,1          | 44,9         | 54,6           | 34,1        |
| CDU             | 16,1          | 19,9         | 25,3           | 17,8        |
| Die Linke       | 31,3          | 39,1         | 33,8           | 35,0        |
| SPD             | 33,3          | 18,8         | 19,7           | 20,3        |
| Grüne           | 4,1           | 6,3          | 4,4            | 5,0         |
| FDP             | 3,9           | 4,8          | 1,3            | 5,2         |